# Klaus Peter Jantke
Klaus Peter Jantke (1951 en Berlín, República Democrática Alemana) es un matemático, científico de la computación, catedrático de universidad e investigador de ludología alemán que se centra en inteligencia artificial, estudios educativos, estudios de juegos y gamificación.

## Vida

### Educación
Jantke obtuvo su diploma de escuela secundaria en 1970.
De 1970 a 1975, estudió matemáticas en la Universidad Humboldt de Berlín.
Recibió su diploma en el tema de las matemáticas y la informática teórica.
Para su tesis obtuvo en 1976 el Premio Karl-Weierstrass.
Recibió su doctorado bajo la supervisión de Helmut Thiele en 1979 en la Universidad de Humboldt.
Su tesis doctoral tenía el tema: Leistungsfähigkeit und Kompliziertheit universeller Verfahren zur Erkennung allgemein-rekursiver Funktionen (Rendimiento y complejidad de los métodos universales para reconocer las funciones recursivas generales).
Por esta tesis recibió el Premio Humboldt de la Universidad de Humboldt.

### Profesión
La tesis de habilitación de Jantke en 1984 tenía el tema Ein allgemeiner Zugang zu Problemen der induktiven Inferenz (Un enfoque general a los problemas de inferencia inductiva).
De 1985 a 1987, Jantke trabajó como Director Adjunto del Centro de datos de la Universidad de Humboldt.
Desde 1985 fue docente.
A la edad de 35 años, se convirtió en profesor titular de informática teórica e investigación básica de inteligencia artificial en la Technische Hochschule Leipzig en 1987.
Jantke enseñó en varias universidades nacionales e internacionales.
Ha participado en proyectos del Ministerio Federal de Educación e Investigación (Alemania), el Ministerio Federal de Economía y Energía (Alemania), el Sociedad Alemana de Investigación, la OTAN, el Centro de Investigación Alemán para la Inteligencia Artificial, el Stifterverband für die Deutsche Wissenschaft.
A principios del siglo XXI, Jantke estableció el centro de competencia para el aprendizaje electrónico en el Centro Alemán de Investigación de Inteligencia Artificial (DFKI), en cuyo primer director se convirtió.
En 2006, Jantke se convirtió en el primer profesor de juegos de computadora de Alemania.
De 2005 a 2007, Jantke fue Jefe del Departamento de Aplicaciones Multimedia del Instituto de Ciencias de la Comunicación y los Medios de la Technische Universität Ilmenau.
Allí desarrolló la enseñanza y la investigación en el campo de los juegos digitales.
Introdujo la Taxonomía Ilmenau para juegos digitales con sus propios términos de patrón y los juegos específicos de investigación Jostle y Gorge.
Al mismo tiempo, enseñó sobre juegos digitales en las universidades de Darmstadt, Leipzig e Ilmenau.
En 2008, Jantke estableció el Departamento de Medios Infantiles en el Instituto Fraunhofer para Tecnología de Medios Digitales.
Jantke fundó la primera Master Class de juegos alemanes en Leipzig en 2007 y se convirtió en su director. [9] Desde 2008, tiene lugar en los semestres de verano e invierno en Erfurt.
En conferencias en los Estados Unidos, Jantke pronunció discursos principales sobre temas como "Juegos que no existen" y "Cuando el verdadero criminal se vuelve virtual, el crimen virtual se vuelve real".
En 2016, Jantke fue miembro del Centro Interdisciplinario de E-Humanidades en Historia y Ciencias Sociales (ICE) en la Universidad de Erfurt.
De 2008 a 2016, Jantke fue jefe del departamento de medios de comunicación para niños del Instituto Fraunhofer para la tecnología de medios digitales (IDMT).
Desde 2016, ha sido director científico de ADICOM.
Para el período 2019-2021, Jantke ha sido nombrado consultor del Centro de diseño industrial chino-alemán para el desarrollo de la cooperación económica chino-alemana.

## Obra
- Jantke, Klaus P. (2018). «No Thrill - No Skill. Ein systematischer Zugang zum Konzept Gamification». ADICOM Tech Report (en inglés) (Weimar, Germany: ADICOM Software KG) (Version 1.00). ISSN 2627-0757. Consultado el 14 de noviembre de 2019.
- Jantke, Klaus P.; Drefahl, Sebastian; Arnold, Oksana (2018). «The Power and the Limitations of Concepts for Adaptivity and Personalization Characterized by Benchmarks of Inductive Inference». ADICOM Tech Report 01-2018, Version 1.00, ADICOM Software KG, Weimar, 31. Oktober 2018 (en inglés) (Weimar, Germany: ADICOM Software KG) (Version 1.00). ISSN 2627-0757. Consultado el 14 de noviembre de 2019.
- Jantke, Klaus P.; Arnold, Oksana (2018). «Mining HCI Data for theory of Mind Induction».  En Thomas, Ciza, ed. Data MiningData Mining (en inglés). College of Engineering Trivndrum. ISBN 9781789235975. doi:10.5772/intechopen.71371. Archivado desde el original el 2 de septiembre de 2018. Consultado el 14 de noviembre de 2019.
- Arnold, Oksana; Jantke, Klaus P. (2018). «Educational Gamification & Artificial Intelligence». ADICOM Tech Report (en inglés) (Weimar, Germany: ADICOM Software KG) (Version 1.00). ISSN 2627-0757. Consultado el 14 de noviembre de 2019.
- Friedemann, Susanne; Baumbach, Lisa; Jantke, Klaus P. (2015). «Textbook Gamification Transforming Exercises into Playful Quests by Using Webble Technology». Proceedings of the 7th International Conference on Computer Supported Education (en inglés) (Lisbon, Portugal: SCITEPRESS). ISBN 9789897581076. doi:10.5220/0005489101160126. Consultado el 14 de noviembre de 2019.
- Jantke, Klaus P. (2015). «Dramaturgical Design of the Narrative in Digital Games».  En Romanska, Magda, ed. The Routledge Companion to Dramaturgy (en inglés). pp. 370-374. ISBN 9780415658492. Consultado el 14 de noviembre de 2019.
- Jantke, Klaus P.; Beick, Hans-Rainer (1981). «Combining Postulates of Naturalness in Inductive Inference». Elektronische Informationsverarbeitung und Kybernetik EIK 17 (revista of Information Processing and Cybernetics) (en inglés). 8/9: 465-484. Consultado el 14 de noviembre de 2019.

## Filmography
- Achtung, Computer! Macht uns das Internet dumm? (2012)[14]
- titel, thesen, temperamente, 2012[15]